# Epidendrum putumayoense
Epidendrum putumayoense är en orkidéart som beskrevs av Eric Hágsater och Luis M. Sánchez. Epidendrum putumayoense ingår i släktet Epidendrum och familjen orkidéer.
Artens utbredningsområde är Colombia. Inga underarter finns listade i Catalogue of Life.